# کیم جه‌وون
کیم جه‌وون (کره‌ای: 김재원؛ زادهٔ ۱۸ فوریه ۱۹۸۱) بازیگر اهل کره جنوبی است. او بیشتر به خاطر ایفای نقش در مجموعه‌های تلویزیونی رومنس (۲۰۰۲)، به قلبم گوش بده (۲۰۱۱) و رسوایی (۲۰۱۳) شناخته می‌شود.

## زندگی شخصی
کیم جه‌وون با پارک سو یون (که آن زمان در ماه سوم بارداری بود) در ۲۸ ژوئن ۲۰۱۳ در تالار روم ودینگ در سئول، کره جنوبی ازدواج کرد. این زوج دوست دوران کودکی یکدیگر بودند و از سال ۲۰۱۲ شروع به قرار گذاشتن کردند. پارک سو یون دختر رئیس یک آژانس تبلیغاتی است و در یک آژانس مدلینگ کار می‌کند. پسر این زوج، یی-جون، با نام خودمانی «Heaven» در دسامبر ۲۰۱۳ به دنیا آمد.

## فیلم‌شناسی

### فیلم
| سال  | عنوان                | نقش          |
| ---- | -------------------- | ------------ |
| ۲۰۰۴ | صد روز با آقای مغرور | آن هیونگ-جون |
| ۲۰۰۷ | مأمور جی             | بادیگارد اس  |

### مجموعه‌های تلویزیونی
| سال  | عنوان                                       | نقش                   | شبکا     |
| ---- | ------------------------------------------- | --------------------- | -------- |
| ۲۰۰۱ | هانی هانی                                   | کیم جه-وون            | اس‌بی‌اس   |
| ۲۰۰۱ | تو میگی این عشقه، اما من فکر می‌کنم این هوسه | هان سونگ جه           | اس‌بی‌اس   |
| ۲۰۰۱ | خانواده ووری                                | هان ووری              | ام‌بی‌سی   |
| ۲۰۰۲ | رومنس                                       | چوی کوان وو           | ام‌بی‌سی   |
| ۲۰۰۲ | حریف                                        | کانگ وو هیوک          | اس‌بی‌اس   |
| ۲۰۰۲ | عشق من پاتزی                                | کانگ سونگ جون         | ام‌بی‌سی   |
| ۲۰۰۳ | سرزمین شراب                                 | سو جون                | اس‌بی‌اس   |
| ۲۰۰۴ | پکن عشق من                                  | نام مین کوک           | کی‌بی‌اس   |
| ۲۰۰۴ | خواهر شوهر ۱۹ ساله من                       | کانگ مین جخ           | اس‌بی‌اس   |
| ۲۰۰۵ | زندگی فوق‌العاده                             | هان سونگ وان          | ام‌بی‌سی   |
| ۲۰۰۶ | میراث بزرگ                                  | کانگ هیون سه          | کی‌بی‌اس   |
| ۲۰۰۶ | هوانگ جینی                                  | Kim Jung-han          | کی‌بی‌اس   |
| ۲۰۰۸ | عشق اول                                     | زانگ شنگ/جین وو       | سی‌سی‌تی‌وی |
| ۲۰۱۱ | به قلبم گوش بده                             | چا دونگ جو            | ام‌بی‌سی   |
| ۲۰۱۲ | ملکه مه                                     | کانگ سان/ریان گس کانگ | ام‌بی‌سی   |
| ۲۰۱۳ | رسوایی                                      | ها اون جونگ           | ام‌بی‌سی   |
| ۲۰۱۵ | جونگ میونگ                                  | شاهزاده نونگ‌یانگ      | ام‌بی‌سی   |
| ۲۰۱۶ | پدر من مراقبتم                              | لی هیون وو            | ام‌بی‌سی   |
| ۲۰۱۸ | بگذار معرفی کنم                             | هان کانگ وو           | اس‌بی‌اس   |
| ۲۰۱۸ | امتحان الهی                                 | هیون سانگ پیل         | اوسی‌ان   |

### ورایتی شو
| سال        | عنوان                                  | شبکه       |
| ---------- | -------------------------------------- | ---------- |
| ۲۰۰۲       | اینکیگایو                              | اس‌بی‌اس     |
| ۲۰۱۲       | Get It Beauty HOMME                    | آن‌استایل   |
| ۲۰۱۲       | بقا (راوی مستند ویژه)                  | ام‌بی‌سی     |
| ۲۰۱۴       | چهار پسر و یک‌دختر                      | ام‌بی‌سی     |
| ۲۰۱۴–۲۰۱۷  | چشم داستان واقعی                       | ام‌بی‌سی     |
| ۲۰۱۷–۲۰۱۸  | مجیک کنترل                             | تی‌وی چوسان |
| ۲۰۲۰–اکنون | 'بهترین رسپی‌های ستارگان در فان رستوران | کی‌بی‌اس۲    |

### حضور در موزیک ویدئو
| سال  | نام آهنگ                                | آرتیست                         | کشور      |
| ---- | --------------------------------------- | ------------------------------ | --------- |
| ۲۰۰۱ | «Thank her - S#1. Bus Stop»             | لی سو-یونگ                     | کره جنوبی |
| ۲۰۰۱ | «Thank her - S#2. Fantasy»              | لی سو-یونگ                     | کره جنوبی |
| ۲۰۰۱ | «Thank her - S#3. Cafe»                 | لی سو-یونگ                     | کره جنوبی |
| ۲۰۰۲ | «خداحافظی بی‌صدا» (Silent Goodbye)       | لیدز                           | کره جنوبی |
| ۲۰۰۵ | «함께 있음을»                           | Ditto & Sympathy 2 compilation | کره جنوبی |
| ۲۰۰۷ | ایجنت جی (Agent J)                      | جولین تای                      | تایوان    |
| ۲۰۰۷ | «تنها» (Alone)                          | جولین تای                      | تایوان    |
| ۲۰۰۷ | «بدون ترس» (Fear-free)                  | جولین تای                      | تایوان    |
| ۲۰۱۱ | «초연»                                  | کان جونگ ووک                   | کره جنوبی |
| ۲۰۱۴ | «در مورد عشق صحبت کن» (Talk about love) | وی.ای.                         | کره جنوبی |

## جوایز و نامزدی‌ها
| سال  | مراسم جوایز                           | دسته                                                       | نامزد / اثر                           | نتیجه    |
| ---- | ------------------------------------- | ---------------------------------------------------------- | ------------------------------------- | -------- |
| ۲۰۰۲ | 18th Korea Best Dresser Awards        | Best Dressed, TV actor category                            | —                                     | برنده    |
| ۲۰۰۲ | جوایز درامای ام‌بی‌سی                   | بهترین بازیگر تازه‌کار مرد                                  | رومنس                                 | برنده    |
| ۲۰۰۲ | جوایز درامای ام‌بی‌سی                   | جایزه محبوبیت                                              | رومنس                                 | برنده    |
| ۲۰۰۲ | جوایز درامای اس‌بی‌اس                   | جایزه ستاره تازه‌کار                                        | حریف                                  | برنده    |
| ۲۰۰۲ | جوایز درامای اس‌بی‌اس                   | جایزه محبوبیت                                              | حریف                                  | برنده    |
| ۲۰۰۲ | جوایز درامای اس‌بی‌اس                   | جایزه اس‌بی‌اس‌آی                                             | حریف                                  | برنده    |
| ۲۰۰۲ | جوایز درامای اس‌بی‌اس                   | ۱۰ ستاره برتر                                              | حریف                                  | برنده    |
| ۲۰۰۵ | اولین جوایز بیلبورد درامای چینی       | محبوب‌ترین بازیگر مرد خارجی                                 | پکن عشق من                            | برنده    |
| ۲۰۱۰ | چهارمین جوایز پخش تلویزیون کابلی کره  | جایزه ستاره سال                                            |                                       | برنده    |
| ۲۰۱۱ | Jaekyung Ilbo's 2011 Star of the Year | بهترین بازیگر مرد                                          | به قلبم گوش بده                       | برنده    |
| ۲۰۱۱ | چهارمین جوایز درامای کره              | بهترین بازیگر مرد                                          | به قلبم گوش بده                       | نامزدشده |
| ۲۰۱۱ | جوایز درامای ام‌بی‌سی                   | بازیگر برتر مرد در یک مینی‌سریال                            | به قلبم گوش بده                       | برنده    |
| ۲۰۱۱ | جوایز درامای ام‌بی‌سی                   | جایزه محبوبیت، بازیگر مرد                                  | به قلبم گوش بده                       | برنده    |
| ۲۰۱۱ | جوایز درامای ام‌بی‌سی                   | جایزه بهترین زوج                                           | به قلبم گوش بده                       | نامزدشده |
| ۲۰۱۲ | بیستمین چوایز سرگرمی فرهنگ کره        | جایزه ستاره هالیو                                          | ملکه مه                               | برنده    |
| ۲۰۱۲ | بیستمین چوایز سرگرمی فرهنگ کره        | بهترین بازیگر نفش اول مرد، دراما                           | ملکه مه                               | نامزدشده |
| ۲۰۱۲ | جوایز درامای ام‌بی‌سی                   | جایزه بزرگ (دسانگ)                                         | ملکه مه                               | نامزدشده |
| ۲۰۱۲ | جوایز درامای ام‌بی‌سی                   | جایزه برترین بازیگر مرد، در یک سریل درام                   | ملکه مه                               | برنده    |
| ۲۰۱۲ | جوایز درامای ام‌بی‌سی                   | جایزه محبوبیت، بازیگر مرد                                  | ملکه مه                               | نامزدشده |
| ۲۰۱۳ | جوایز درامای ام‌بی‌سی                   | جایزه بزرگ (دسانگ)                                         | دسانگ                                 | نامزدشده |
| ۲۰۱۳ | جوایز درامای ام‌بی‌سی                   | جایزه برترین بازیگر مرد، در یک درامای پروژه ویژه           | دسانگ                                 | برنده    |
| ۲۰۱۳ | جوایز درامای ام‌بی‌سی                   | جایزه محبوبیت، بازیگر مرد                                  | دسانگ                                 | نامزدشده |
| ۲۰۱۳ | جوایز درامای ام‌بی‌سی                   | جایزه بهترین زوج                                           | دسانگ                                 | نامزدشده |
| ۲۰۱۴ | نهمین جوایز بین‌المللی درامای سئول     | بازیگر مرد برجسته کره‌ای                                    | دسانگ                                 | نامزدشده |
| ۲۰۱۴ | پنجاهمین جوایز هنری بکسانگ            | محبوب‌ترین بازیگر مرد (تلویزیون)                            | دسانگ                                 | نامزدشده |
| ۲۰۱۵ | جوایز درامای ام‌بی‌سی                   | جایزه بازیگر برتر مرد، در یک درامای پروژه ویژه             | جونگ میونگ                            | نامزدشده |
| ۲۰۱۵ | بیست و سومین جوایز سرگرمی فرهنگ کره   | جایزه بهترین بازیگر مرد، دراما                             | جونگ میونگ                            | برنده    |
| ۲۰۱۸ | جوایز درامای اس‌بی‌اس                   | جایزه برترین بازیگر مرد، در یک درام روزانه و درام آخر هفته | بگذار معرفی کنم                       | برنده    |
| ۲۰۲۰ | هجدهمین جوایز سرگرمی کی‌بی‌اس           | جایزه تازه‌کار در دسته تلویزیون واقع‌نما                     | بهترین رسپی‌های ستارگان در فان رستوران | برنده    |